# Múcio Wanderley Sátyro
Múcio Wanderley Sátyro (Patos, 05 de novembro de 1941 - João Pessoa, 29 de fevereiro de 2016), foi um político brasileiro, tendo exercido o cargo de deputado estadual em cinco mandatos. Na Assembléia Legislativa da Paraíba exerceu diversas funções: presidente da Comissão de Orçamento e Finanças; vice-líder do partido e também líder do governo; secretário da mesa, além de presidente da Comissão de Justiça.

## Biografia
Filho de Clóvis Sátyro e Doralice Wanderley Sátyro e sobrinho do ex-governador paraibano Ernâni Sátiro, frequentou o primário na Escola Estadual Rio Branco e o ginásio no Colégio Diocesano (ambas escolas de Patos); frequentou também o científico no Salesiano do Recife. Na capital pernambucana, prestou serviço militar e fez Direito na Universidade Federal de Pernambuco (UFPE). Como liderança nas lutas estudantis, se transformou em presidente da Associação Universitária de Patos (AUP). Ao lado do seu tio Ernâni Sátiro, chegou a ser deputado estadual.
Foi responsável pela implantação da primeira emissora de rádio FM em Patos (Panati FM) e também de uma AM (Rádio Panati). Casado com Elizabeth Vieira Sátyro, é pai de André (também falecido), Múcio Filho, Maria Olívia e Juliana; avô de Alice, Miguel, Maria Júlia e Múcio Neto.
Faleceu em João Pessoa, no dia 29 de fevereiro de 2016 com complicações pulmonares numa tarde de segunda-feira. E foi sepultado numa manhã de quarta-feira, dia 02 de março, no cemitério São Miguel, em Patos.